# Uno Lamm
August Uno Lamm, född 22 maj 1904 i Göteborg, död 1 juni 1989 i Hillsborough, Kalifornien, USA, var en svensk elektroingenjör och innovatör, stundom kallad ”den högspända likströmmens fader”. Han var far till Martin Lamm, Anita Lindman och Majken Croner.

## Biografi
Uno Lamm, som var son till Fredrik Lamm och Aino Wijkander, föddes i Göteborg men tog ingenjörsexamen vid Kungliga Tekniska högskolan (KTH) i Stockholm 1927. Han var gift två gånger och hade tre barn. Efter en kort militärtjänstgöring började han 1928 på Allmänna svenska elektriska aktiebolaget, Asea, där han först genomgick företagets internutbildning.

## Karriär vid ASEA
Från 1929 ledde Uno Lamm ASEA:s utveckling av högspänningskvicksilverånglikriktare. Dylika klarade på den tiden bara av ungefär 2 500 volt, och omvandlare för högre spänningar skulle ha praktisk nytta för överföring av stora mängder elektrisk kraft på långa avstånd.
Uno Lamm disputerade 1943 för doktorsgrad vid KTH, varvid han hade bedrivit deltidsstudier vid sidan av utvecklingen av kvicksilverånglikriktaren. Efter ungefär tjugo års utvecklingsarbete för att framställa en likriktare med tillräcklig kapacitet för högspänd likströmsöverföring erhöll Asea 1950 en beställning för HVDC Gotland-projektet, vilket var det första moderna helt marknadsmässiga högspända likströmssystem då det stod klart 1955.
Samma år blev Lamm också chef för Aseas projekt för att utveckla Sveriges första kommersiellt gångbara kärnreaktorer.
Asea utsåg 1961 Uno Lamm till att arbeta med General Electric Companys Pacific DC Intertie project, som kombinerade långa växelströms- och högspända likströmsöverföringsystem för att överföra elektrisk kraft från vattenkraftsgeneratorerna från nordvästra USA-British Columbia till konsumenter i södra Kalifornien. I slutet av 1964 hade Lamm flyttat till Kalifornien.
Under sitt yrkesliv registrerade Lamm 150 patent och skrev ungefär 80 tekniska artiklar. Han skrev även i stor omfattning artiklar om sociala frågor som publicerades i svenska dagstidningar och andra tidskrifter, och som ofta kritiserade Sveriges regering. Lamm betraktades som en vattentät antikommunist och han beundrade några av den amerikanska ekonomins positiva egenskaper. Under andra världskriget, då Lamm åkte till Nazityskland för att genomföra Aseas affärer, kritiserades han av sina överordnade för sin antinazistiska hållning, såsom att vägra göra Hitlerhälsning vid patentutfrågningarna.

## Övrigt
Uno Lamm blev 1951 ledamot av Ingenjörsvetenskapsakademien och 1967 av Vetenskapsakademien. Under sin levnad erhöll Lamm också många andra utmärkelser, inklusive Lamme-medaljen 1965. Mellan 1967 och 1988 var han direktör vid Institute of Electrical and Electronics Engineers (IEEE) och 1980 instiftade IEEE Uno Lamm-priset för insatser inom högspänningsteknikområdet.